# Missin U
Missin U è un singolo del cantante statunitense Usher, pubblicato nel 2016 ed estratto dall'album Hard II Love.

## Tracce
- Download digitale

1. Missin U – 4:10